# Linchamiento de Norris Dendy

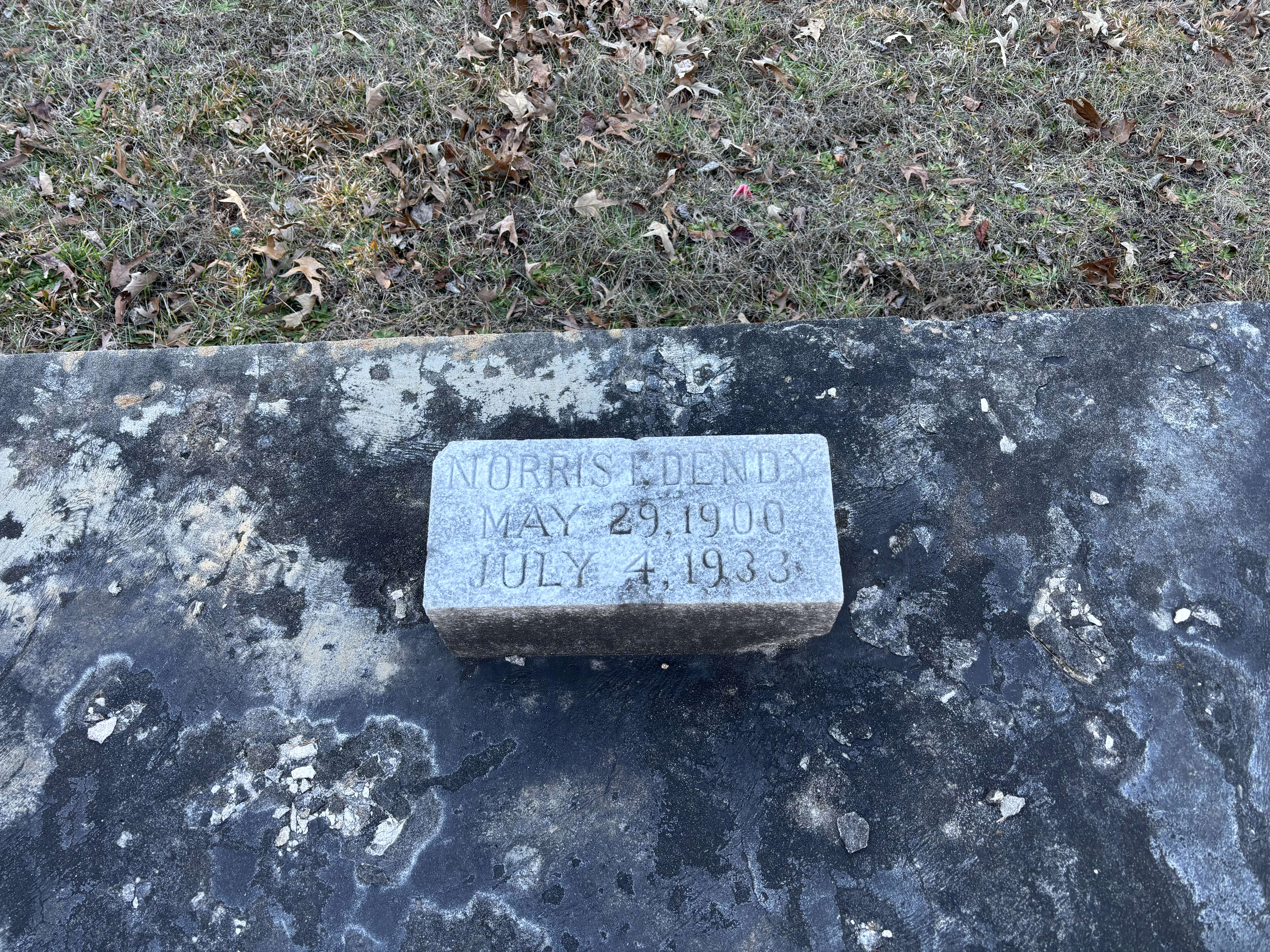
La tumba de Dendy en el cementerio de la Iglesia Friendship AME en Clinton (Carolina del Sur).

Norris Dendy (mayo de 1900-4 o 5 de julio de 1933) fue un hombre afroestadounidense que fue sacado de su celda y linchado por un grupo de hombres blancos en Clinton, Carolina del Sur. Norris, hijo de Martha y Young Dendy, tenía educación universitaria, estaba casado y tenía cinco hijos en el momento de su muerte.
Mientras conducía un camión que llevaba asistentes a una celebración del Día de la Independencia en el lago Murray, Dendy se vio involucrado en una discusión con Marvin Lollis, de 22 años, un hombre blanco que también trabajaba como camionero, que se tornó física cuando Dendy golpeó a Lollis en la cara.  Fue arrestado y encarcelado en Clinton, aunque recibió poca protección debido a que el delito no se consideró muy grave. Más tarde esa noche, Dendy fue liberado de la cárcel por un grupo de cuatro hombres blancos que estaban allí como parte de una turba más grande de al menos cien personas. Los hombres metieron a Dendy en su automóvil y luego lo golpearon y ahorcaron, hasta matarlo finalmente por una fractura cerca de la base del cráneo. Después de matarlo, transportaron su cuerpo a un cementerio cerca de la actual autopista 72 de Carolina del Sur, a unas siete millas de Clinton, donde fue encontrado al día siguiente por los agentes del sheriff.
Cinco hombres fueron acusados del asesinato, pero un gran jurado de julio de 1934 no acusó a ninguno de ellos a pesar de las insistencias de la National Association for the Advancement of Colored People (NAACP), y a la familia de Dendy se le negó una reclamación de 2000 dólares que normalmente se habría proporcionado a las familias de las víctimas de linchamiento. Los motivos sospechosos van desde una paliza que originalmente no se suponía que fuera fatal hasta un asesinato premeditado debido a la situación financiera de la familia de Dendy en comparación con algunos blancos pobres que vivían a su alrededor.

## Antecedentes
Norris Dendy nació en mayo de 1900 y fue uno de los nueve hijos de Earl Young Dendy y Martha Duckett. Ambos padres de Norris eran hijos de esclavos liberados; Martha nació cerca de la actual Joanna, Carolina del Sur, en 1867, y su padre, al que se lo llamaba simplemente «Young», también nació en el condado de Laurens. Young era carpintero en el momento de su matrimonio y Martha dirigía un negocio de lavandería, que prestaba principalmente servicios al cercano Presbyterian College. La escuela Martha Dendy en Clinton recibió más tarde su nombre. Dendy asistió a State College (ahora Universidad Estatal de Carolina del Sur) y Virginia Union University y se casó con Amanda Faut, una mujer negra de 19 años, el 5 de enero de 1924. Como figura en el censo de los Estados Unidos de 1930, Dendy trabajaba como obrero en un depósito de madera y tenía tres hijos con Amanda; la pareja tenía cinco hijos en el momento de su muerte.
En 1929, Dendy fue arrestado y llevado a juicio por cinco cargos de compra y recepción de sacos de refrescos y guano que luego resultaron ser robados. En su edición de diciembre de 1933, The Crisis afirmó que había sido incriminado por el crimen. El Tribunal de Primera Instancia del Condado de Laurens lo condenó, pero esta condena fue apelada ante el Tribunal de Sesiones Generales del Condado de Laurens, que la confirmó. Norris luego apeló ante la Corte Suprema de Carolina del Sur. Su caso fue conocido por la Corte Suprema el 1 de octubre de 1930, donde fue desestimado. La opinión, escrita por el juez Jesse F. Carter, sostuvo que no había ninguna acusación de que Dendy supiera que los bienes habían sido robados, lo que significa que no podía ser condenado.
Dendy y su familia habían sido amenazados antes: en 1924, Young, trabajando como carpintero y contratista, construyó una casa en las afueras de la parte de la ciudad donde vivía la mayor parte de la población negra y recibió una carta anónima amenazante en respuesta. La carta le ordenaba «permanecer en su lugar» y amenazaba la vida de Norris diciendo «ese maldito muchacho tuyo morirá pronto».

## Arresto, captura y linchamiento
En la tarde del 4 de julio, Dendy estuvo involucrado en un altercado cerca del lago Murray con un camionero blanco de 22 años llamado Marvin Lollis. Tanto Dendy como Lollis habían estado conduciendo asistentes al lago como parte de las celebraciones del Día de la Independencia; discutieron—sobre los «méritos de sus respectivos camiones», según un informe de la Comisión de Cooperación Interracial —y Dendy golpeó a Lollis en la cara, supuestamente en respuesta a ser llamado un insulto racial, antes de irse. Dendy fue arrestado poco tiempo después después de ser sujeto a una parada de tráfico por ebriedad, conducción temeraria, y resistencia al arresto, y fue encarcelado en Clinton, Carolina del Sur. Como no fue acusado de ningún delito capital, se le proporcionó protección limitada en la cárcel.
En algún momento esa noche, cuatro hombres blancos entraron a la cárcel y obtuvieron acceso a Dendy usando una llave de apriete para quitar la cerradura de su celda. Obligaron a Dendy a subir a su automóvil y abandonaron la cárcel antes de que se activara la alarma o se contactara a las autoridades. La cárcel no tenía carcelero; el empleado que fue testigo de la captura de Dendy fue el conserje que estaba trabajando en ese momento. En total, unas cien personas estaban presentes fuera de la cárcel cuando se produjo la captura, incluidos varios agentes de policía de Clinton. De hecho, un artículo publicado en The Crisis en mayo de 1934 señaló que era «una cuestión de conocimiento común» que la mayoría de la fuerza policial había participado, y un testimonio durante una audiencia del subcomité del Senado en 1934 afirmó que varios agentes de policía abrieron la cárcel para permitir que Dendy fuera removido. La fuga ocurrió poco después de que la esposa de Dendy, Amanda, fuera a la cárcel en un intento finalmente infructuoso de sacarlo bajo fianza. La madre y los hijos de Dendy la acompañaron, la turba les disparó con una pistola y la madre de Dendy resultó herida. Los hombres golpearon a Dendy antes de colgarlo; después de su muerte, trasladaron su cuerpo a un lugar diferente, el patio de la Iglesia Sardis a siete millas de distancia a lo largo de la actual autopista 72 de Carolina del Sur, donde fue encontrado unas doce horas después por miembros de la Oficina del Sheriff del Condado de Laurens (LCSO). La LCSO había iniciado una búsqueda poco antes de la 1:00 pm del 5 de julio en un intento de encontrar a Dendy y los hombres que lo sacaron de la cárcel. Quienes encontraron el cuerpo de Dendy inicialmente identificaron que había sufrido heridas de bala, aunque el jefe de policía de Clinton dijo que ese no era el caso. A pesar de esto, esta idea errónea se extendió a algunos informes e incluso apareció en el registro de linchamientos de 1933 de la NAACP.  La cuerda utilizada para colgar a Dendy todavía se encontró alrededor de su cuello.
Un examen del cuerpo de Dendy concluyó que su muerte fue causada en última instancia por una fractura en la base de su cráneo resultante de una lesión en la cabeza, y que su cuerpo estaba magullado en la cabeza, el cuello y la barbilla, y que sus muñecas y tobillos mostraban signos de haber sido fuertemente atado con una cuerda. Informes posteriores dijeron que la turba no había planeado matar a Dendy, pero lo hizo después de que él se defendiera durante el ataque, aunque The State, en un artículo que abogaba por el procesamiento de los hombres involucrados, alegó que el ataque fue totalmente premeditado. Un artículo de abril de 1935 en el Pittsburgh Courier postuló que el motivo eran los celos por la «independencia financiera» de la familia Dendy y que el altercado con Lollis fue simplemente una «chispa»; esto no era algo inaudito, ya que se había registrado antes que un linchamiento era el resultado, en parte, de la comodidad financiera de una familia negra y su renuencia a verse a sí mismos como subordinados a los blancos más pobres que los rodeaban.

## Secuelas
El procurador estatal Homer S. Blackwell anunció el 5 de julio que el inicio de una investigación se pospondría aproximadamente una semana para permitir la recopilación de pruebas. El gobernador Ibra Charles Blackwood declaró la muerte de Dendy como un homicidio, en lugar de un linchamiento, y envió a dos agentes estatales para iniciar una investigación de inmediato. Los agentes abandonaron a Clinton para regresar a Columbia el 11 de julio sin haber realizado ningún arresto. El ataque fue el primer linchamiento en Carolina del Sur desde Henry Campbell en noviembre de 1932, según la National Association for the Advancement of Colored People (NAACP), aunque el linchamiento de Dan Jenkins en junio de 1930 fue el último en Carolina del Sur en ser «oficialmente registrado», según The Greenville News. Dendy fue en última instancia uno de los tres hombres negros linchados en Carolina del Sur ese año y también fue víctima del último linchamiento reportado en el condado de Laurens.
Numerosos testigos negros de la fuga de Dendy fueron amenazados para que guardaran silencio o intimidados para que no testificaran por los ciudadanos o la policía, hasta el punto de que algunos abandonaron el estado por completo. Algunos ignoraron las citaciones y rechazaron repetidamente las solicitudes de testificar. William Crawford, uno de los testigos de la fuga de Dendy, prestó declaración en Washington D. C., en enero de 1934, después de numerosas amenazas de violencia si testificaba. Él y otros dieron testimonio ante un jurado el 17 de febrero de 1934, sobre las identidades de varios hombres involucrados, lo que llevó a la NAACP a enviar un telegrama al gobernador Blackwood a finales de mayo de 1934 instándolo a condenar los linchadores, que fueron «identificados positivamente», según un extracto del telegrama publicado en la Omaha Guide. Además, el ataque provocó el traslado de la Conferencia Anual de Piamonte de la Iglesia Episcopal Metodista Africana, que estaba prevista para celebrarse en Clinton el 29 de noviembre.
Finalmente, cinco hombres blancos fueron nombrados en una acusación por la muerte de Dendy el 19 de febrero de 1934, nombrados en The Macon Telegraph como Hubert Pitts, P. M. Pitts, Roy Pitts, J. Pitts Ray y Marvin Lollis. El gran jurado del condado de Laurens había deliberado durante aproximadamente dos horas ese día pero no llegó a un veredicto, y dijo que utilizaría el testimonio y las declaraciones juradas para considerar el caso durante su reunión en junio de ese año. Durante esa reunión de junio, el gran jurado no acusó a ninguno de los hombres, sino que no devolvió ninguna factura, y opinó que la muerte de Dendy se debió a las acciones de una parte desconocida, a pesar de que uno de los linchadores supuestamente confesaró el crimen por escrito a los detectives estatales. En diciembre de 1934, Young Dendy presentó una reclamación de 2000 dólares (equivalente a $46000 actualmente) con la junta de comisionados del condado de Laurens por la muerte de Norris, como era estándar en la ley estatal para la recuperación de un «caso probado» de linchamiento, según The Greenville News. Esta afirmación fue rechazada por recomendación del fiscal del condado, R. E. Babb, quizás debido a la insistencia de Blackwood en que la muerte de Dendy fue el resultado de un homicidio, no de un linchamiento. El caso tuvo lugar en medio de un debate a nivel nacional sobre el proyecto de ley Costigan-Wagner, que finalmente no prosperó antes de llegar a votación.
La NAACP anunció planes para reabrir el caso en abril de 1935 después de que el hermano de Norris, Robert Dendy, hiciera un trabajo en ese sentido. El abogado de Robert había contratado a un investigador que fue a Clinton en septiembre de 1933 después de la partida de los agentes, y más tarde Robert trajo testigos a Nueva York para permitirles testificar con seguridad.